# 2006 ワールド・ベースボール・クラシック 韓国代表
2006 ワールド・ベースボール・クラシック 韓国代表（2006 - かんこくだいひょう）は、2006年に開催された第1回ワールド・ベースボール・クラシックに出場した、野球の韓国代表チームである。監督は金寅植（ハンファ・イーグルス監督）、投手コーチは宣銅烈（サムスン・ライオンズ監督）であった。

## 経緯
大会前は「アジア内では日本に次ぐ2番手」との見方が多かったが、その日本に2連勝するなど1次・2次両リーグで6戦全勝をマークした。これは参加国中唯一の記録である。準決勝進出決定の翌日（3月17日）には、代表選手11人の特例による兵役免除が決定した。しかし準決勝で日本に雪辱を喫し敗退した。
個人では李承燁が大会本塁打王、朴賛浩が大会最多セーブをマークし、この2人と李鍾範が大会ベストナインに選出された。しかしその一方で、朴明桓がドーピング検査に引っかかって出場停止処分を受けたり、準決勝の日本戦で金炳賢が小笠原道大（北海道日本ハムファイターズ）への死球で警告を受けるなどのトラブルも発生している。

## 最終成績
- ベスト4（大会通算成績：6勝1敗）

## 大会経過

### 第1ラウンド
POOL A を3戦全勝で1位通過。
- 3月3日：チャイニーズタイペイ戦（東京ドーム / 3時間19分 / 5,193人）

|                             | 1 | 2 | 3 | 4 | 5 | 6 | 7 | 8 | 9 | 計 | H | E |
| 韓国（1勝）                 | 0 | 0 | 0 | 1 | 1 | 0 | 0 | 0 | 0 | 2  | 8 | 0 |
| チャイニーズタイペイ（1敗） | 0 | 0 | 0 | 0 | 0 | 0 | 0 | 0 | 0 | 0  | 5 | 1 |
勝：徐在応（1勝）　S：朴賛浩（1S）　敗：林恩宇（1敗）
1次リーグを突破するためには互いに勝たなければならない試合。韓国が洪性炘や李鍾範の適時打で2点をあげ、9回には二死一・三塁のサヨナラのピンチを切り抜けて勝利。しかし主砲・金東柱が左肩の故障で戦線離脱してしまった。
- 3月4日：中国戦（東京ドーム / 2時間32分 / 3,925人）

|             | 1 | 2 | 3 | 4 | 5 | 6 | 7 | 8 | 9 | 計 | H  | E |
| 中国（2敗） | 0 | 0 | 0 | 0 | 0 | 0 | 0 | 1 | 0 | 1  | 2  | 1 |
| 韓国（2勝） | 1 | 0 | 3 | 1 | 0 | 2 | 2 | 1 | x | 10 | 18 | 0 |
勝：孫敏漢（1勝）　敗：陳坤（1敗）
本塁打：[中国]　楊碩1号（ソロ、鄭載勳）　[韓国]　李承燁1号（2ラン、陳坤）2号（ソロ、頼国鈞）
李承燁が大活躍。初回に犠飛で韓国に先取点をもたらすと、その後2本塁打を放つなど計4安打5打点。韓国が中国を圧倒し、1試合を残して2次リーグ進出を果たした。
- 3月5日：日本戦（東京ドーム / 3時間2分 / 40,353人）

|                | 1 | 2 | 3 | 4 | 5 | 6 | 7 | 8 | 9 | 計 | H | E |
| 韓国（3勝）    | 0 | 0 | 0 | 0 | 1 | 0 | 0 | 2 | 0 | 3  | 5 | 0 |
| 日本（2勝1敗） | 1 | 1 | 0 | 0 | 0 | 0 | 0 | 0 | 0 | 2  | 7 | 0 |
勝：具臺晟（1勝）　S：朴賛浩（2S）　敗：石井弘寿（1敗）
本塁打：[韓国]　李承燁3号（2ラン、石井弘寿）　[日本]　川﨑宗則1号（ソロ、金善宇）
敵地での日本戦。初回に松中信彦に適時内野安打で先制され、2回には川﨑宗則にソロ本塁打を浴びる。しかし韓国は5回に李炳圭が中犠飛を放ち1点を返すと、8回に李承燁が逆転2ラン。そのまま1点差で逃げ切り、1次リーグ全勝で1位通過を決めた。

### 2次リーグ
POOL 1 を3戦全勝で1位通過。
- 3月12日：メキシコ戦（エンゼル・スタジアム・オブ・アナハイム / 2時間57分 / 42,979人）

|                 | 1 | 2 | 3 | 4 | 5 | 6 | 7 | 8 | 9 | 計 | H | E |
| メキシコ（1敗） | 0 | 0 | 1 | 0 | 0 | 0 | 0 | 0 | 0 | 1  | 5 | 0 |
| 韓国（1勝）     | 2 | 0 | 0 | 0 | 0 | 0 | 0 | 0 | x | 2  | 5 | 0 |
勝：徐在応（2勝）　S：朴賛浩（3S）　敗：ロドリゴ・ロペス（2敗）
本塁打：＜メキシコ＞　ルイス・アルフォンソ・ガルシア1号（ソロ、徐在応）、＜韓国＞　李承燁4号（2ラン、ロドリゴ・ロペス）
韓国は初回、李承燁が4号2ランを放ち先制。その後追加点は奪えなかったものの、投手陣がメキシコ打線を1点に抑え勝利。2次リーグ初戦をものにした。
- 3月13日：アメリカ合衆国戦（エンゼル・スタジアム・オブ・アナハイム / 3時間27分 / 21,288人）

|                          | 1 | 2 | 3 | 4 | 5 | 6 | 7 | 8 | 9 | 計 | H  | E |
| アメリカ合衆国（1勝1敗） | 0 | 0 | 1 | 0 | 0 | 0 | 0 | 0 | 2 | 3  | 9  | 3 |
| 韓国（2勝）              | 2 | 0 | 1 | 3 | 0 | 1 | 0 | 0 | x | 7  | 10 | 0 |
勝：孫敏漢（2勝）　敗：ドントレル・ウィリス（2敗）
本塁打：＜アメリカ合衆国＞　ケン・グリフィー・ジュニア3号（ソロ、孫敏漢）、＜韓国＞　李承燁5号（ソロ、ドントレル・ウィリス）　崔煕渉1号（3ラン、ダン・ウィーラー）
韓国は初回に李承燁が4戦連発となるホームランを放つなど2点を先制。その後も相手の3失策につけ込み、加点。4回裏は崔煕渉がダン・ウィーラーから3点本塁打を放って止めを刺し、アメリカに7－3で勝利した。
- 3月15日：日本戦（エンゼル・スタジアム・オブ・アナハイム / 2時間44分 / 39,679人）

|                | 1 | 2 | 3 | 4 | 5 | 6 | 7 | 8 | 9 | 計 | H | E |
| 韓国（3勝）    | 0 | 0 | 0 | 0 | 0 | 0 | 0 | 2 | 0 | 2  | 3 | 0 |
| 日本（1勝2敗） | 0 | 0 | 0 | 0 | 0 | 0 | 0 | 0 | 1 | 1  | 6 | 0 |
勝：金炳賢（1勝）　S：呉昇桓（1S）　敗：杉内俊哉（1敗）
本塁打：＜日本＞　西岡剛2号（ソロ、具臺晟）
日本の渡辺俊介と韓国の朴賛浩の両軍先発が共に相手を無得点に抑える投手戦。8回、韓国は日本の2番手杉内俊哉を攻め一死二・三塁の好機を作ると、ここで李鍾範が藤川球児から適時二塁打を放ち先制。9回の日本の反撃を1点に抑え、1次リーグから無傷の6連勝を達成し準決勝へ進出した。試合終了後、徐在応がマウンド上で太極旗を立てるパフォーマンスを見せた。

### 準決勝
日本に破れ準決勝敗退。
- 3月18日：日本戦（ペトコ・パーク / 2時間40分 / 42,639人）

|                    | 1 | 2 | 3 | 4 | 5 | 6 | 7 | 8 | 9 | 計 | H  | E |
| 日本（決勝進出）   | 0 | 0 | 0 | 0 | 0 | 0 | 5 | 1 | 0 | 6  | 11 | 0 |
| 韓国（準決勝敗退） | 0 | 0 | 0 | 0 | 0 | 0 | 0 | 0 | 0 | 0  | 4  | 0 |
勝：上原浩治（2勝）　敗：全炳斗（1敗）
本塁打：＜日本＞　福留孝介2号（2ラン、金炳賢）　多村仁3号（ソロ、裵英洙）
今大会3度目の日本戦。韓国徐在応と日本上原浩治の投げ合いで両軍とも6回までは得点できずにいた。しかし7回に日本の代打、福留孝介に2ランを浴びてから韓国投手陣が崩れ、0－6で敗戦。日本に「三度目の正直」を許し、準決勝敗退となった。

## 代表メンバー

### 出場メンバー
|        | 背番号 | 氏名                         | 所属球団                 | 投 | 打 | 備考                               |
| ------ | ------ | ---------------------------- | ------------------------ | -- | -- | ---------------------------------- |
| 監督   | 81     | 金寅植（キム・インシク）     | ハンファ・イーグルス監督 |    |    |                                    |
| コーチ | 70     | 金在博（キム・ジェパク）     | 現代ユニコーンズ監督     |    |    | ヘッドコーチ                       |
| コーチ | 75     | 柳仲逸（リュ・ジュンイル）   | 三星ライオンズコーチ     |    |    | 守備走塁コーチ（三塁ベースコーチ） |
| コーチ | 76     | 柳志炫（ユ・ジヒョン）       | LGツインズコーチ         |    |    | 走塁コーチ                         |
| コーチ | 80     | 曺凡鉉（チョ・ボミョン）     | SKワイバーンズ監督       |    |    | バッテリーコーチ                   |
| コーチ | 90     | 宣銅烈（ソン・ドンヨル）     | 三星ライオンズ監督       |    |    | 投手コーチ 元中日ドラゴンズ        |
| 投手   | 1      | 孫敏漢（ソン・ミンハン）     | ロッテ・ジャイアンツ     | 右 | 右 |                                    |
| 投手   | 15     | 具臺晟（ク・デソン）         | ハンファ・イーグルス     | 左 | 左 | 元オリックス・ブルーウェーブ       |
| 投手   | 17     | 呉昇桓（オ・スンファン）     | 三星ライオンズ           | 右 | 右 | のち阪神タイガース                 |
| 投手   | 21     | 鄭大炫（チョン・デヒョン）   | SKワイバーンズ           | 右 | 右 |                                    |
| 投手   | 26     | 徐在応（ソ・ジェウン）       | ロサンゼルス・ドジャース | 右 | 右 |                                    |
| 投手   | 27     | 朴明桓（パク・ミョンファン） | 斗山ベアーズ             | 右 | 右 | ドーピング検査陽性で失格処分に     |
| 投手   | 28     | 全炳斗（チョン・ビョンドゥ） | 起亜タイガース           | 左 | 左 |                                    |
| 投手   | 36     | 裵英洙（ペ・ヨンス）         | 三星ライオンズ           | 右 | 右 |                                    |
| 投手   | 41     | 鄭載勳（チョン・ジェフン）   | 斗山ベアーズ             | 右 | 右 |                                    |
| 投手   | 45     | 奉重根（ポン・ジュングン）   | シンシナティ・レッズ傘下 | 左 | 左 |                                    |
| 投手   | 49     | 金炳賢（キム・ビョンヒョン） | コロラド・ロッキーズ     | 右 | 右 | のち東北楽天ゴールデンイーグルス   |
| 投手   | 51     | 金善宇（キム・ソンウ）       | コロラド・ロッキーズ     | 右 | 右 |                                    |
| 投手   | 61     | 朴賛浩（パク・チャンホ）     | サンディエゴ・パドレス   | 右 | 右 | のちオリックス・バファローズ       |
| 捕手   | 20     | 陳甲龍（チン・ガビョン）     | 三星ライオンズ           | 右 | 右 |                                    |
| 捕手   | 22     | 洪性炘（ホン・ソンフン）     | 斗山ベアーズ             | 右 | 右 |                                    |
| 捕手   | 44     | 趙寅成（チョ・インソン）     | LGツインズ               | 右 | 右 |                                    |
| 内野手 | 3      | 朴鎮萬（パク・チンマン）     | 三星ライオンズ           | 右 | 右 |                                    |
| 内野手 | 5      | 鄭成勲（チョン・ソンフン）   | 現代ユニコーンズ         | 右 | 右 | 金東柱に代わり追加招集             |
| 内野手 | 6      | 金在杰（キム・ジェゴル）     | 三星ライオンズ           | 右 | 右 |                                    |
| 内野手 | 11     | 崔煕渉（チェ・ヒソプ）       | ロサンゼルス・ドジャース | 左 | 左 |                                    |
| 内野手 | 14     | 金敏宰（キム・ミンジェ）     | ハンファ・イーグルス     | 右 | 右 |                                    |
| 内野手 | 16     | 金鍾国（キム・ジョングク）   | 起亜タイガース           | 右 | 右 |                                    |
| 内野手 | 18     | 金東柱（キム・ドンジュ）     | 斗山ベアーズ             | 右 | 右 | 1次リーグで負傷離脱                |
| 内野手 | 25     | 李承燁（イ・スンヨプ）       | 読売ジャイアンツ         | 左 | 左 |                                    |
| 内野手 | 52     | 金泰均（キム・テギュン）     | ハンファ・イーグルス     | 右 | 右 | のち千葉ロッテマリーンズ           |
| 内野手 | 55     | 李杋浩（イ・ボムホ）         | ハンファ・イーグルス     | 右 | 右 | のち福岡ソフトバンクホークス       |
| 外野手 | 7      | 李鍾範（イ・ジョンボム）     | 起亜タイガース           | 右 | 右 | 元中日ドラゴンズ                   |
| 外野手 | 9      | 李炳圭（イ・ビョンギュ）     | LGツインズ               | 左 | 左 | のち中日ドラゴンズ                 |
| 外野手 | 12     | 宋志晩（ソン・ジマン）       | 現代ユニコーンズ         | 右 | 右 |                                    |
| 外野手 | 33     | 朴龍澤（パク・ヨンテク）     | LGツインズ               | 右 | 左 |                                    |
| 外野手 | 35     | 李晋暎（イ・ジンヨン）       | SKワイバーンズ           | 左 | 左 |                                    |

### 予備エントリーメンバー
|        | 氏名                         | 所属球団             | 投 | 打 | 備考                                                       |
| ------ | ---------------------------- | -------------------- | -- | -- | ---------------------------------------------------------- |
| 投手   | 李丞鎬（イ・スンホ）         | LGツインズ           | 左 | 左 |                                                            |
| 投手   | 李恵践（イ・ヘチョン）       | 斗山ベアーズ         | 左 | 左 |                                                            |
| 投手   | 金圓衡（キム・ウォンヒョン） | SKワイバーンズ       | 右 | 右 |                                                            |
| 投手   | 金鎭尤（キム・ジンウ）       | 起亜タイガース       | 右 | 右 |                                                            |
| 投手   | 権五俊（クォン・オジュン）   | 三星ライオンズ       | 右 | 右 |                                                            |
| 投手   | 崔元豪（チェ・ウォンホ）     | LGツインズ           | 右 | 右 |                                                            |
| 投手   | 崔映弼（チェ・ヨンピル）     | ハンファ・イーグルス | 右 | 右 |                                                            |
| 投手   | 盧長震（ノ・ジャンジン）     | ロッテ・ジャイアンツ | 右 | 右 |                                                            |
| 投手   | 黄斗盛（ファン・ドゥソン）   | 現代ユニコーンズ     | 右 | 右 |                                                            |
| 投手   | 文東煥（ムン・ドンファン）   | ハンファ・イーグルス | 右 | 右 |                                                            |
| 捕手   | 申炅賢（シン・ギョンヒョン） | ハンファ・イーグルス | 右 | 右 |                                                            |
| 捕手   | 金相勳（キム・サンフン）     | 起亜タイガース       | 右 | 右 |                                                            |
| 捕手   | 朴勍完（パク・キョンワン）   | SKワイバーンズ       | 右 | 右 |                                                            |
| 内野手 | 安庚鉉（アン・ギョンヒョン） | 斗山ベアーズ         | 右 | 右 |                                                            |
| 内野手 | 李大浩（イ・デホ）           | ロッテ・ジャイアンツ | 右 | 右 | のちオリックス・バファローズおよび福岡ソフトバンクホークス |
| 内野手 | 孫時憲（ソン・シホン）       | 斗山ベアーズ         | 右 | 右 |                                                            |
| 内野手 | 張盛好（チャン・ソンホ）     | 起亜タイガース       | 左 | 左 |                                                            |
| 内野手 | 趙東贊（チョ・ドンチャン）   | 三星ライオンズ       | 右 | 右 |                                                            |
| 内野手 | 鄭慶培（チョン・ギョンベ）   | SKワイバーンズ       | 右 | 右 |                                                            |
| 内野手 | 朴鐘皓（パク・チョンホ）     | 三星ライオンズ       | 右 | 両 |                                                            |
| 内野手 | 洪世完（ホン・セワン）       | 起亜タイガース       | 右 | 右 |                                                            |
| 外野手 | 金宰炫（キム・ジェヒョン）   | SKワイバーンズ       | 右 | 右 |                                                            |
| 外野手 | 金鍾勲（キム・ジョンフン）   | 三星ライオンズ       | 左 | 左 |                                                            |
| 外野手 | 秋信守（チュ・シンス）       | シアトル・マリナーズ | 左 | 左 |                                                            |
| 外野手 | 鄭守根（チョン・スグン）     | ロッテ・ジャイアンツ | 左 | 左 |                                                            |